# Вининг, Элизабет Грей
Элизабет Джанет Грей Вининг (англ. Elizabeth Janet Gray Vining, 6 октября 1902 – 27 ноября 1999) — американская писательница, профессиональный библиотекарь и учительница принца Акихито, который затем стал императором Японии. Принцу она преподавала английский язык, а также знакомила его с западной культурой. Из книг Вининг наиболее известен роман Adam of the Road, получивший в 1943 году медаль Джона Ньюбери.

## Ранние годы и образование
Элизабет (известная как Джанет или Грей) Вининг родилась в Филадельфии, штат Пенсильвания 6 октября 1902 г. Она училась в школе Germantown Friends School и затем в 1923 закончила Брин-Мор-колледж. В 1926 г. Вининг получила степень по библиотечному делу в Университете Дрекселя.
Она стала работать библиотекарем в одном из университетов Северной Каролины:1000. Вышла замуж за Моргана Фишера Вининга (англ. Morgan Fisher Vining) в 1929 г. В 1933 г. он погиб в автокатастрофе в Нью-Йорке, Элизабет была при этом тяжело травмирована. Она обратилась в веру квакеров.
Вскоре Вининг получила известность как писатель, особенно детских книг и в 1943 г. её книга Adam of the Road удостоилась медали Джона Ньюбери. К концу Второй мировой войны она опубликовала уже одиннадцать произведений.

## Наставница будущего императора Японии
С 1946 по 1950 год, во время послевоенной оккупации Японии Союзниками Вининг была избрана лично императором Хирохито (а не правительством США, как это иногда неверно утверждают) в качестве наставника кронпринца Акихито, наследника Хризантемового престола:. Как часть учебной программы она использовала обстановку, в которой четверо западных подростков собирались вместе в Токио, помогая Акихито освоить общение на английском языке.
В дополнение к урокам английского, Вининг знакомила детей правящей династии — Масахито, принца Хитати, а также принцесс Кадзуко, Ацуко и Такако — с западными ценностями и культурой. Она также давала лекции в университете Гакусюин и одном из колледжей.

## Последующая жизнь
После возвращения в Соединённые Штаты Вининг написала о своём пребывании в Японии книгу Windows for the Crown Prince (1952). За свою жизнь Вининг написала около 60 произведений — как художественных, так и иных. Она возглавляла совет траста Брин-Мор-колледжа, будучи его вице-президентом и вице-председателем совета директоров в 1952—1971. В 1954 она получила награду Women’s National Book Association Skinner Award:1000. В 1962 г. стала почётным доктором литературы.

## Избранные награды
- Орден Священного сокровища, 1950
- Орден Драгоценной короны[5]

## Избранные работы
- Meredith’s Ann (1927)
- Tangle Garden (1928)
- Meggy MacIntosh (1930)
- Jane Hope (1933)
- Young Walter Scott (1935)
- Beppy Marlowe (1936)
- Penn (1938)
- Contributions of the Quakers (1939)
- The Fair Adventure (1940)
- Adam of the Road (1942)
- Sandy (1945)
- Windows for the Crown Prince (1952)
- The Virginia Exiles (1955)
- Friend of Life — A Biography of Rufus M. Jones (1958)
- The Cheerful Heart (1959)
- Return to Japan (1960)
- I Will Adventure (1962)
- Take Heed of Loving Me (1963)
- Flora: A Biography (1966)
- I, Roberta (1967)
- Quiet Pilgrimage (1970)
- The Taken Girl (1972)
- Being Seventy — The Measure of a Year (1978)
- Harnessing Pegasus: Inspiration and Meditation (1978)